# Trogoderma apicale
Trogoderma apicale là một loài bọ cánh cứng trong họ Dermestidae. Loài này được MacLeay miêu tả khoa học năm 1871.